# Austurleið

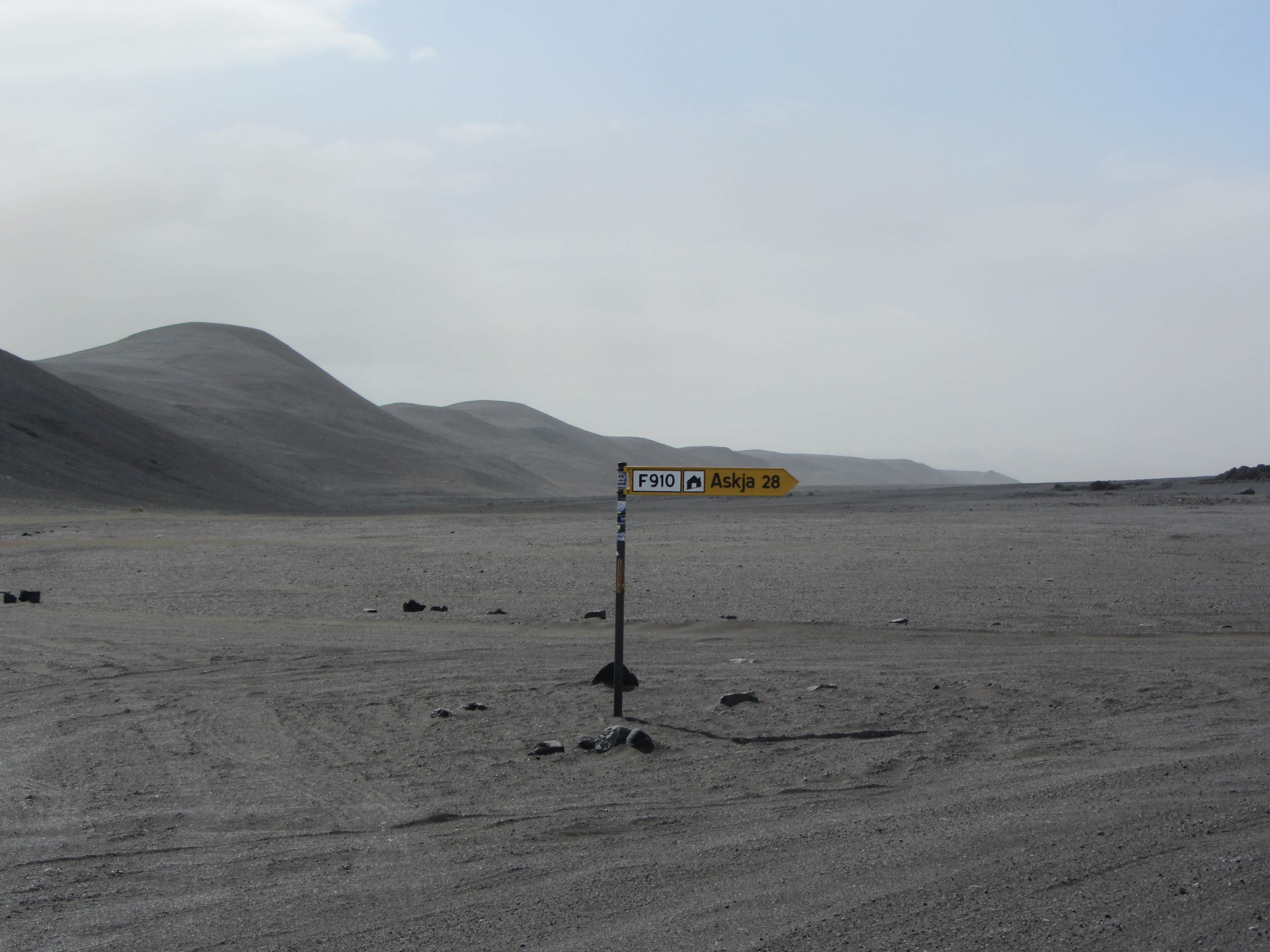
Austurleið, F910

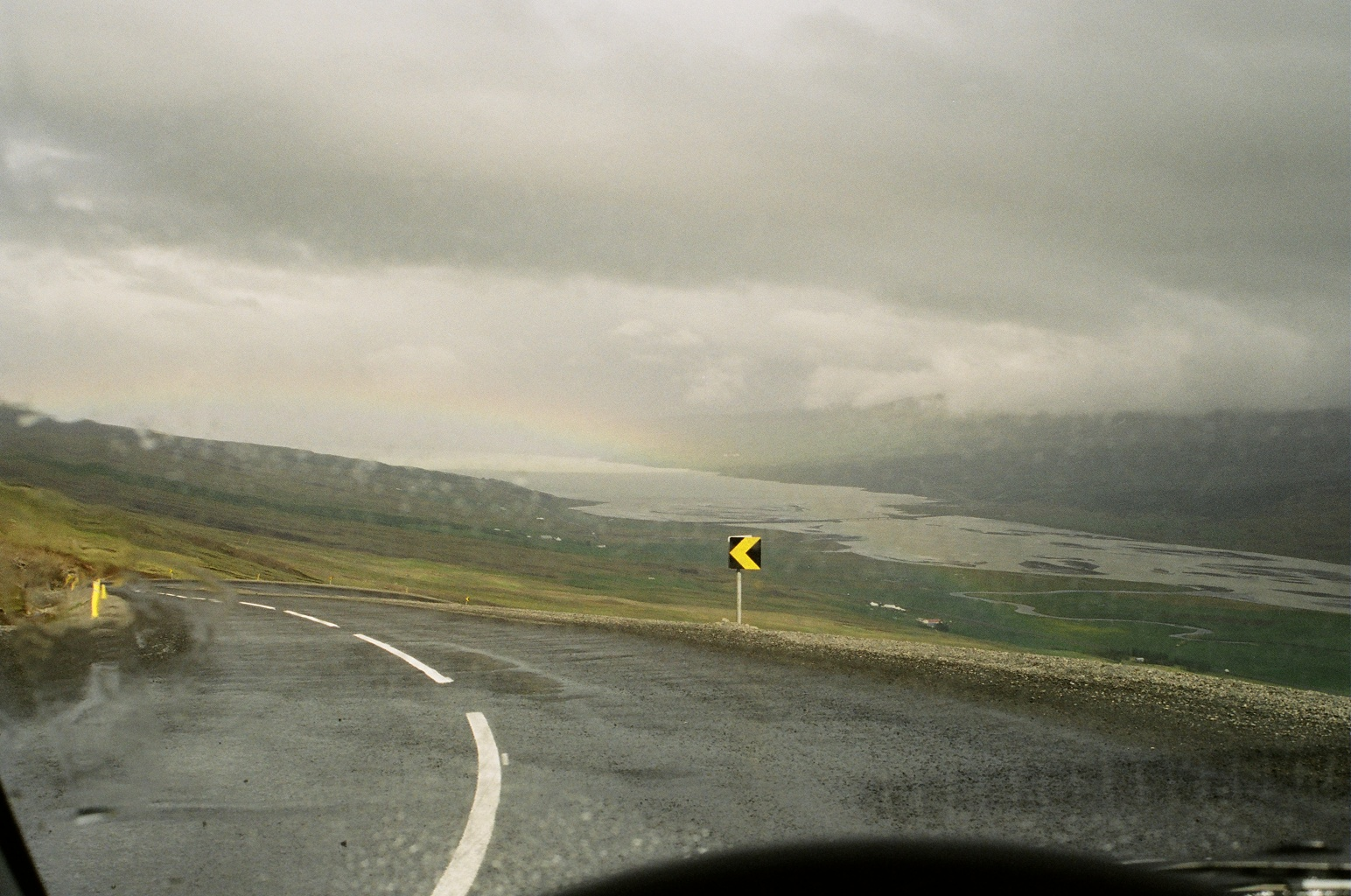
Asphaltierter Teil der Austurleið (910) oberhalb Lagarfljót

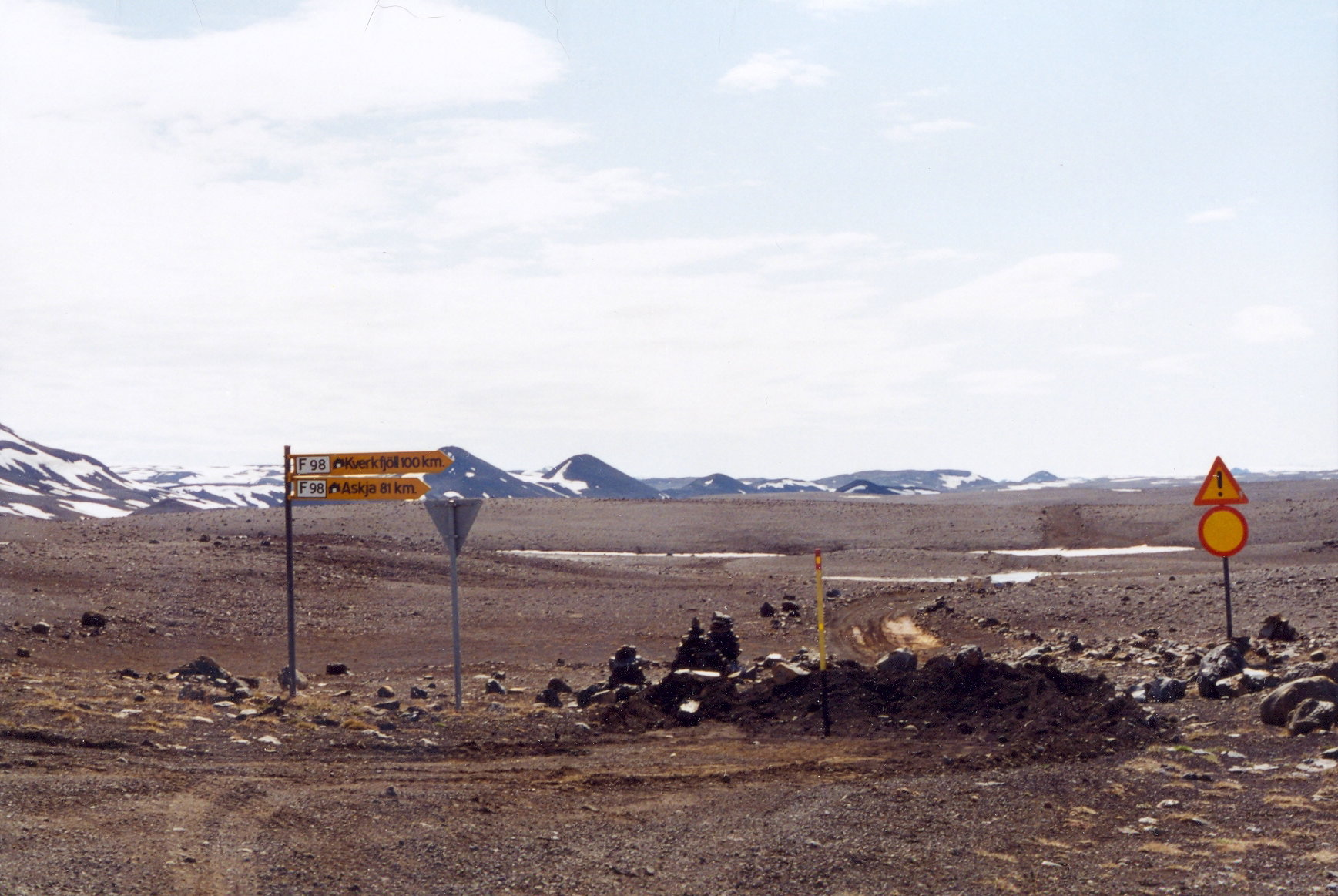
Gesperrte Abzweigung zur früheren Hochlandpiste F98 (Aufnahme 1995)

Die Austurleið ist eine Hochlandstraße bzw. -piste in Island.
Sie stellt eine West-Ost-Verbindung zwischen der Sprengisandur-Piste Sprengisandsleið (F26) im zentralen isländischen Hochland, dem Vulkan Askja (über die Stichstraße Öskjuleið, F894), dem Fluss Jökulsá á Fjöllum und dem Gebiet um das Kárahnjúkar-Kraftwerk bis zum See Lagarfljót dar.
Zwischen Sprengisandur und Kárahnjúkar-Kraftwerk handelt es sich um eine Schotterpiste mit der Nummer F910, vom Kraftwerk bis zur Einmündung in die Straße 933 (Fljótsdalsvegur) in der Nähe des Lagarfljót ist die Straße asphaltiert und trägt damit die Nummer 910  (ohne das Präfix F, das in Island für Schotterstraßen im Hochland steht).
Mit einem abweichenden Verlauf war sie früher als F98 nummeriert.

## Verlauf
Die Austurleið zweigt in der Nähe des Tungnafellsjökull östlich von der Sprengisandsleið ab.
Sie verläuft in der Folge nördlich des Vulkans Trölladyngja. Bis 1990 verlief die Piste als F98 südlich der Trölladyngja und ist in diesem Abschnitt als Gæsavatnaleið bekannt, benannt nach den kleinen Seen Gæsavötn im westlichen Bereich der Strecke.
Diese alte Streckenführung ist gefährlich, nicht mehr Bestandteil des offiziellen isländischen Straßensystems und von ihrer Benutzung wird häufig abgeraten.
Die neue Streckenführung („Ný Gæsavatnaleið“) nördlich der Trölladyngja wurde am 25. Juni 1991 eröffnet. Auch diese ist, wie alle isländischen Hochlandpisten, nur mit geeigneten Allradfahrzeugen und den nötigen Kenntnissen und Sicherheitsvorkehrungen zu befahren.
Bei der Abzweigung des Öskjuleið  setzt sich die Austurleið weiter nach Osten fort, über die Jökulsá á Fjöllum und den Pass Fiskidalsháls, von wo sie in südlicher Richtung zum Kárahnjúkar-Kraftwerk führt. Dort wird die Hochlandpiste F910 zur asphaltierten Straße 910 und endet schließlich an der Straße 933, dem Fljótsdalsvegur, unweit von der Mündung der Jökulsá í Fljótsdal in den See Lagarfljót. Dieser asphaltierte Teil der Austurleið ist auch unter dem Namen Kárahnjúkavegur bekannt.
Ebenfalls als Straße 910 nummeriert ist die Stichstraße Laugarfellsvegur, die beim Berg Laugarfell östlich vom Kárahnjúkar-Damm abzweigt.